# Jerome Kiesewetter
Jerome Kiesewetter (Berlijn, 9 februari 1993) is een Duitse voetballer van Amerikaanse afkomst die doorgaans als vleugelaanvaller speelt.

## Clubcarrière
Kiesewetter speelde in de jeugdopleiding van achtereenvolgens FC Hertha 03 Zehlendorf en Hertha BSC en vertrok in 2012 naar VfB Stuttgart waar hij bij het tweede elftal aansloot. In januari 2014 werd Kiesewetter voor de rest van het seizoen uitgeleend aan Hertha BSC waar hij eveneens in het tweede elftal uitkwam. Na een half jaar keerde hij terug naar Stuttgart. Op 6 maart 2015 debuteerde hij daar ook in het eerste elftal tijdens een thuiswedstrijd tegen zijn oude club Hertha BSC. Ruim een jaar later vertrok de aanvaller naar Fortuna Düsseldorf uit de 2. Bundesliga, waar hij een tweejarig contract tekende. In twee seizoenen speelde hij er in totaal 21 competitiewedstrijden waarin hij twee keer scoorde. Na afloop van zijn contract liet de club hem transfervrij gaan. In de voorbereiding van het seizoen 2018/19 sloot hij voor een proefperiode van een week aan bij VVV-Venlo. Na afloop van een trainingskamp in Horst besloot de Venlose eredivisionist echter niet met hem in zee te gaan.

### Clubstatistieken
| Seizoen         | Club                  | Competitie           | Competitie | Competitie | Beker | Beker | Overig | Overig | Totaal | Totaal |
| Seizoen         | Club                  | Competitie           | Wed.       | Dlp.       | Wed.  | Dlp.  | Wed.   | Dlp.   | Wed.   | Dlp.   |
| --------------- | --------------------- | -------------------- | ---------- | ---------- | ----- | ----- | ------ | ------ | ------ | ------ |
| 2011/12         | Hertha BSC II         | Regionalliga Nord    | 17         | 2          | —     | —     | —      | —      | 17     | 2      |
| 2012/13         | VfB Stuttgart II      | 3. Liga              | 8          | 0          | —     | —     | —      | —      | 8      | 0      |
| 2013/14         | VfB Stuttgart II      | 3. Liga              | 0          | 0          | —     | —     | —      | —      | 0      | 0      |
| 2013/14         | → Hertha BSC II       | Regionalliga Nordost | 15         | 2          | —     | —     | —      | —      | 15     | 2      |
| 2014/15         | VfB Stuttgart         | Bundesliga           | 2          | 0          | 0     | 0     | —      | —      | 2      | 0      |
| 2014/15         | VfB Stuttgart II      | 3. Liga              | 33         | 4          | —     | —     | —      | —      | 33     | 4      |
| 2015/16         | VfB Stuttgart II      | 3. Liga              | 14         | 1          | —     | —     | —      | —      | 14     | 1      |
| 2016/17         | Fortuna Düsseldorf    | 2. Bundesliga        | 18         | 2          | 2     | 0     | —      | —      | 20     | 2      |
| 2017/18         | Fortuna Düsseldorf    | 2. Bundesliga        | 3          | 0          | 0     | 0     | —      | —      | 3      | 0      |
| 2017/18         | Fortuna Düsseldorf II | Regionalliga West    | 11         | 2          | —     | —     | —      | —      | 11     | 2      |
| Carrière totaal | Carrière totaal       | Carrière totaal      | 121        | 13         | 2     | 0     | 0      | 0      | 123    | 13     |

## Interlandcarrière
Kiesewetter heeft een Duitse moeder en Amerikaanse vader. In 2010 debuteerde hij voor het Amerikaanse elftal onder 20 jaar. Ook kwam hij ook uit voor de vertegenwoordigende elftallen onder 18 jaar en onder 23 jaar. Op 31 januari 2016 maakte hij onder bondscoach Jürgen Klinsmann zijn debuut in het nationale voetbalelftal van de Verenigde Staten in een oefeninterland tegen IJsland.
| Interlands van Jerome Kiesewetter voor Verenigde Staten | Interlands van Jerome Kiesewetter voor Verenigde Staten | Interlands van Jerome Kiesewetter voor Verenigde Staten | Interlands van Jerome Kiesewetter voor Verenigde Staten | Interlands van Jerome Kiesewetter voor Verenigde Staten | Interlands van Jerome Kiesewetter voor Verenigde Staten |
| №                                                       | Datum                                                   | Wedstrijd                                               | Uitslag                                                 | Competitie                                              | Goals                                                   |
| Als speler van VfB Stuttgart                            | Als speler van VfB Stuttgart                            | Als speler van VfB Stuttgart                            | Als speler van VfB Stuttgart                            | Als speler van VfB Stuttgart                            | Als speler van VfB Stuttgart                            |
| ------------------------------------------------------- | ------------------------------------------------------- | ------------------------------------------------------- | ------------------------------------------------------- | ------------------------------------------------------- | ------------------------------------------------------- |
| 1                                                       | 31 januari 2016                                         | Verenigde Staten – IJsland                              | 3 – 2                                                   | Vriendschappelijk                                       | 0                                                       |
| 2                                                       | 6 februari 2016                                         | Verenigde Staten – Canada                               | 1 – 0                                                   | Vriendschappelijk                                       | 0                                                       |